# This (Ardennes)
This település Franciaországban, Ardennes megyében. Lakosainak száma 225 fő (2022. január 1.). This Belval, Fagnon, Neuville-lès-This, Saint-Marcel és Sury községekkel határos.

## Népesség
A település népessége az elmúlt években az alábbi módon változott:
| Lakosok száma | 149  | 137  | 160  | 199  | 219  | 223  | 227  | 225  | 224  | 225  |
|               | 1968 | 1982 | 1990 | 2006 | 2013 | 2015 | 2017 | 2019 | 2020 | 2022 |